# Adromischus caryophyllaceus
Adromischus caryophyllaceus är en fetbladsväxtart som först beskrevs av Nicolaas Laurens Nicolaus Laurent Burman, och fick sitt nu gällande namn av Lem.. Adromischus caryophyllaceus ingår i släktet Adromischus och familjen fetbladsväxter. Inga underarter finns listade i Catalogue of Life.

## Bildgalleri

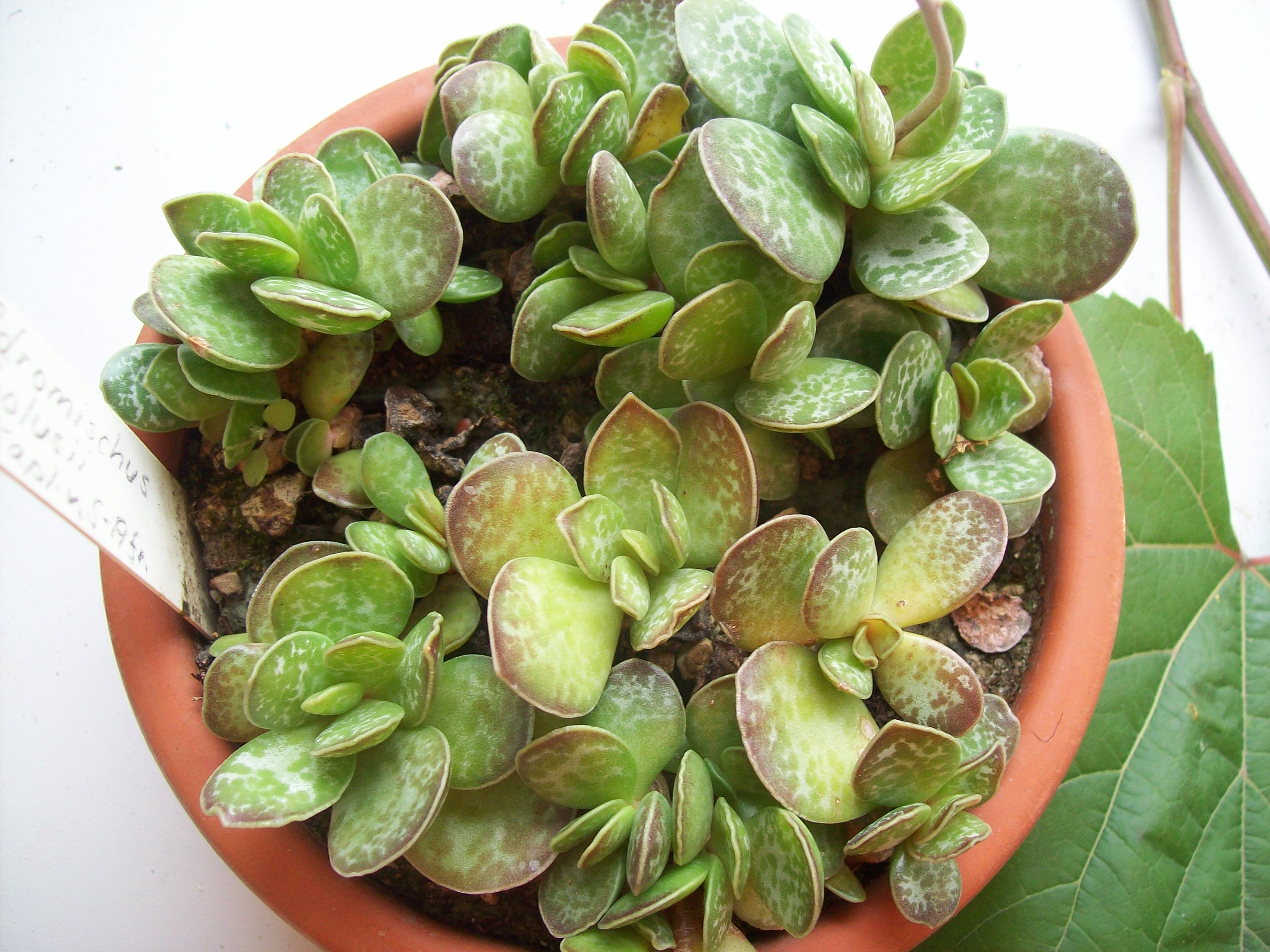